# إليزابيث ريتشيزا من بولندا
إليزابيث ريتشيزا من بولندا (1 سبتمبر 1286 - 19 أكتوبر 1335)؛ هي أحد أفراد أسرة بياست؛ أصبحت ملكة بوهيميا وبولندا من خلال زواجها الأول (1303-1305) من فاكلاف الثاني؛ ثم أصبحت ملكة بوهيميا وبولندا وفضلاً عن ذلك كانت أيضا دوقة النمسا وستيريا من خلال زواجها الثاني (1306-1307) من رودولف من هابسبورغ.
هي الابنة الوحيدة لـ برزيميسو الثاني، ملك بولندا وزوجته الثانية ريتشيزا من السويد ابنة فالديمار ملك السويد وصوفيا من الدنمارك؛ ولإليزابيث ابنة واحدة من فاكلاف أسمها أغنيس أصبحت لاحقاً زوجة هنري الأول من ياوور.